# Servicios Ferroviarios de Mallorca
Servicios Ferroviarios de Mallorca (SFM; oficialmente y en catalán: Serveis Ferroviaris de Mallorca) es una empresa pública española que desde 1994 se encarga de la explotación de las líneas de ferrocarril de vía estrecha y metro de la isla de Mallorca, con la excepción de la línea Palma-Sóller (gestionada por una empresa privada, Ferrocarril de Sóller SA). La empresa está dirigida por un gerente de designación directa por parte del Gobierno Balear. La longitud de líneas explotadas por esta empresa es de 85 km, correspondiendo 70 km a las líneas puramente ferroviarias, 8 km al Metro de Palma de Mallorca y 7 km mixtos.

## Historia

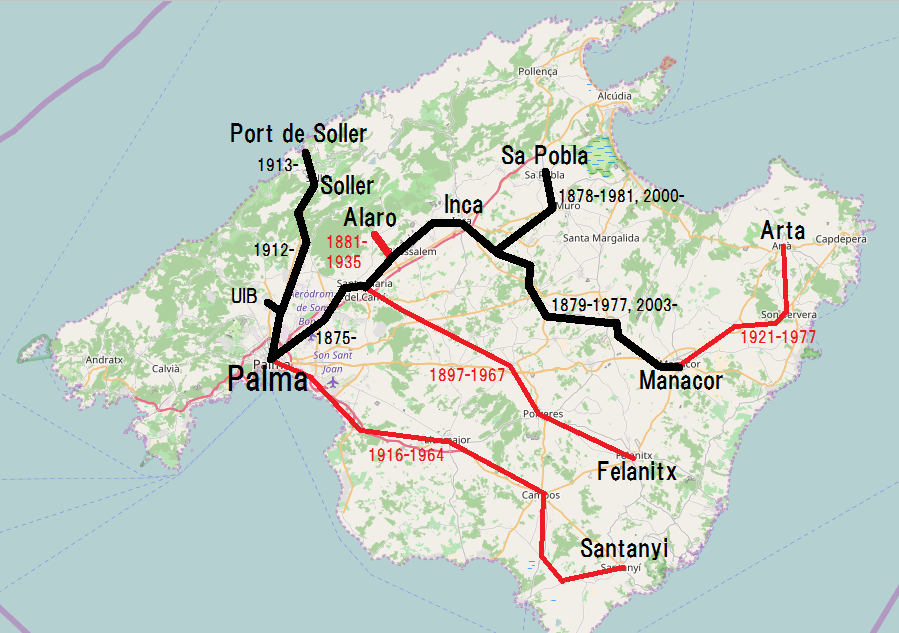
Mapa de servicios ferroviarios históricos de Mallorca; en Negro, los actuales, y, en rojo, los clausurados.

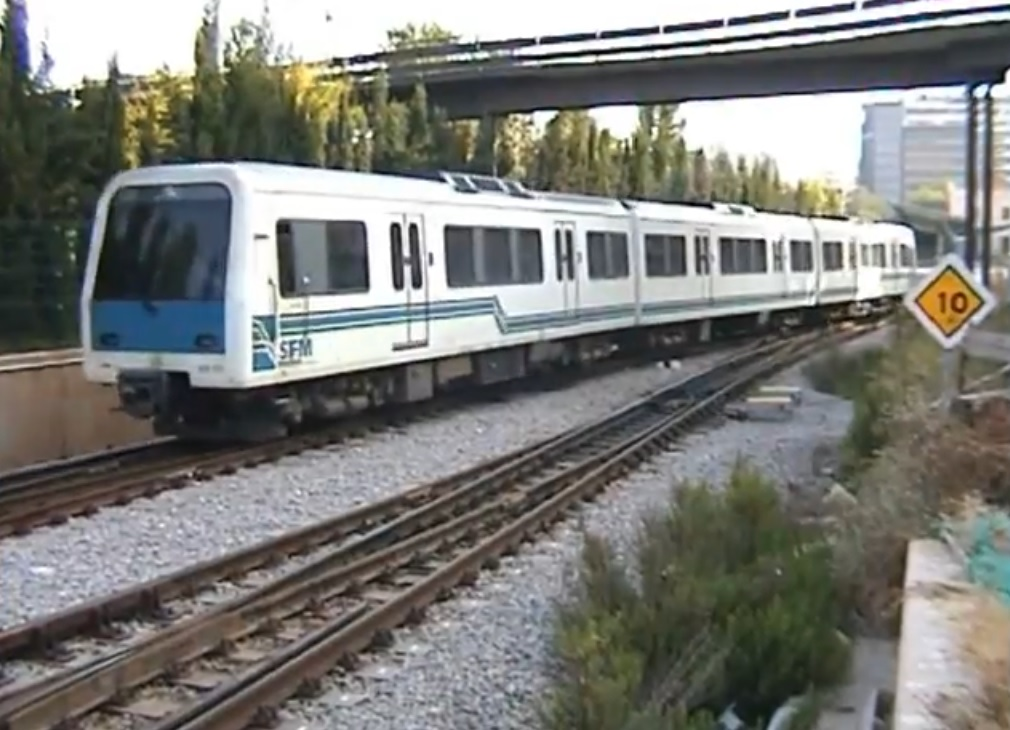
Tren con destino La Puebla saliendo de Palma de Mallorca en 2002. Entre 1995 y 1997, el parque móvil heredado de FEVE fue sustituido por las primeras unidades de la serie 61 de SFM.

La empresa se fundó en 1994 cuando el Gobierno Balear recibió las competencias en materia de gestión y control de los ferrocarriles públicos de vía estrecha que en aquel momento había en Mallorca. Hasta entonces la empresa estatal encargada de estos ferrocarriles era Ferrocarriles Españoles de Vía Estrecha (FEVE). SFM opera servicios de trenes en la red originalmente construida y operada por Ferrocarriles de Mallorca.
Desde entonces una de las prioridades de la nueva empresa ha sido la recuperación del ferrocarril mejorando servicios e instalaciones y reabriendo líneas cerradas. Se aumentó el presupuesto permitiendo la creación de nuevas vías y unos talleres de reparación en el barrio de Son Rullán (Palma de Mallorca). Se ha restaurado y reformado la estación de Palma de Mallorca y se han abierto nuevas estaciones para dar servicio a nuevos núcleos de población. Se ha renovado totalmente la flota de automotores con unidades de la marca CAF.

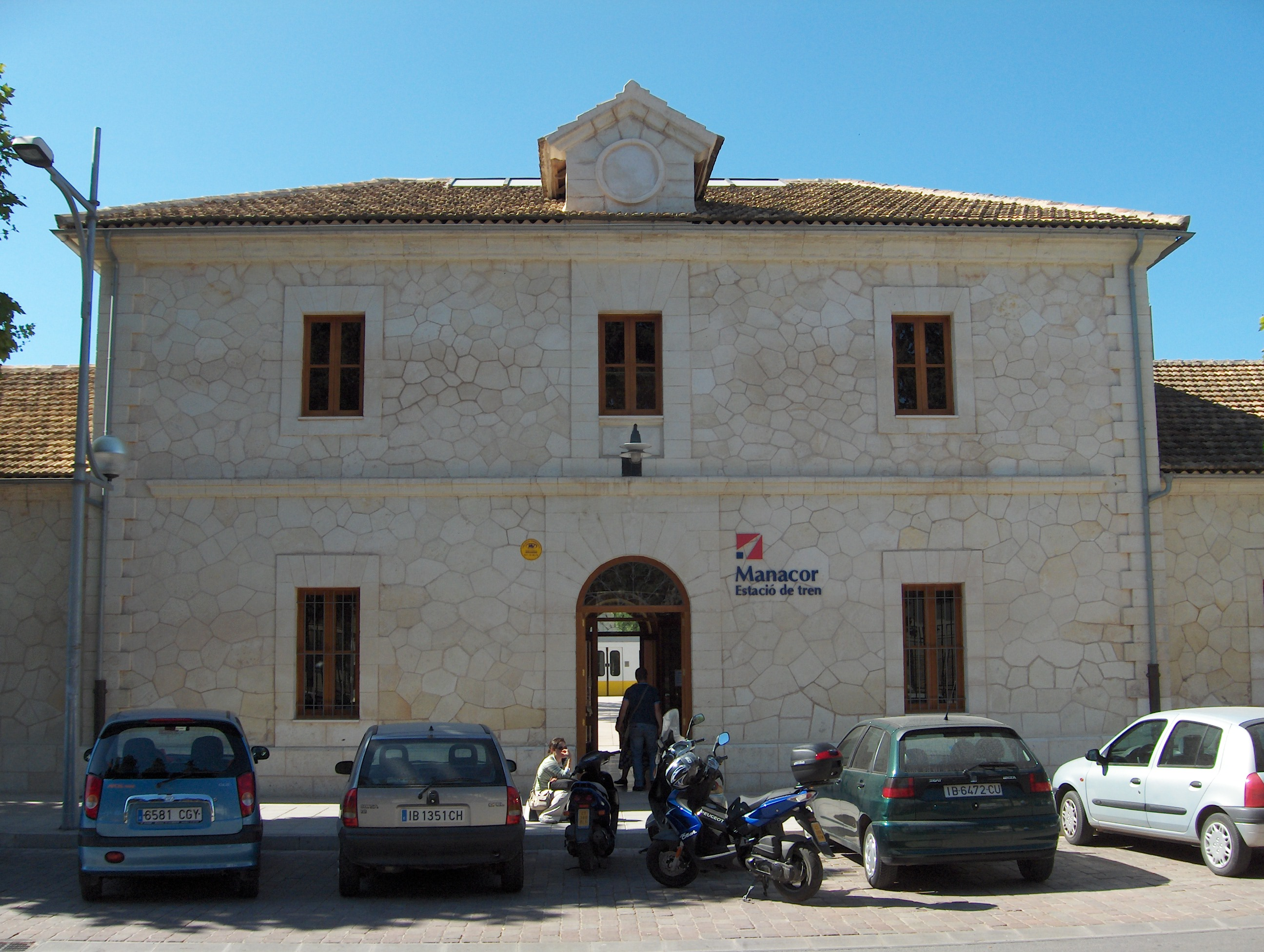
Estación de Manacor.

En 1997 comenzaron las obras para reabrir el tramo Inca-La Puebla finalizando en el año 2000. Ese mismo año empezaron las obras de remodelación de la antigua línea Inca-Manacor, que quedó operativa en 2003.
Desde 1999, coincidiendo con la reapertura de líneas, el número de usuarios, que se situaba aquel año en 1.421.379, ha ido creciendo de forma continuada, superando los 2.031.205 pasajeros en el año 2001 (el mayor desde 1941), alcanzando en 2018 los 5.984.522 viajeros, incluyendo los viajeros de la línea de metro a la UIB. Durante 2023, entre tren y metro, los viajeros en la red de SFM aumentaron hasta alcanzar casi los 10.000.000 de viajeros, y de seguir el ritmo actual se superarán con holgura los 10.000.000 de viajeros anuales. En mayo de 2024, se superó un récord jamás alcanzado, superando el millón de viajeros en la red durante ese mes. Actualmente se calcula que algo más del 10% de los desplazamientos realizados en el corredor Palma de Mallorca-Inca se hacen en ferrocarril y se pretende que, con el aumento de frecuencias implementado en 2022, se alcance el 25%.

## Líneas de ferrocarril

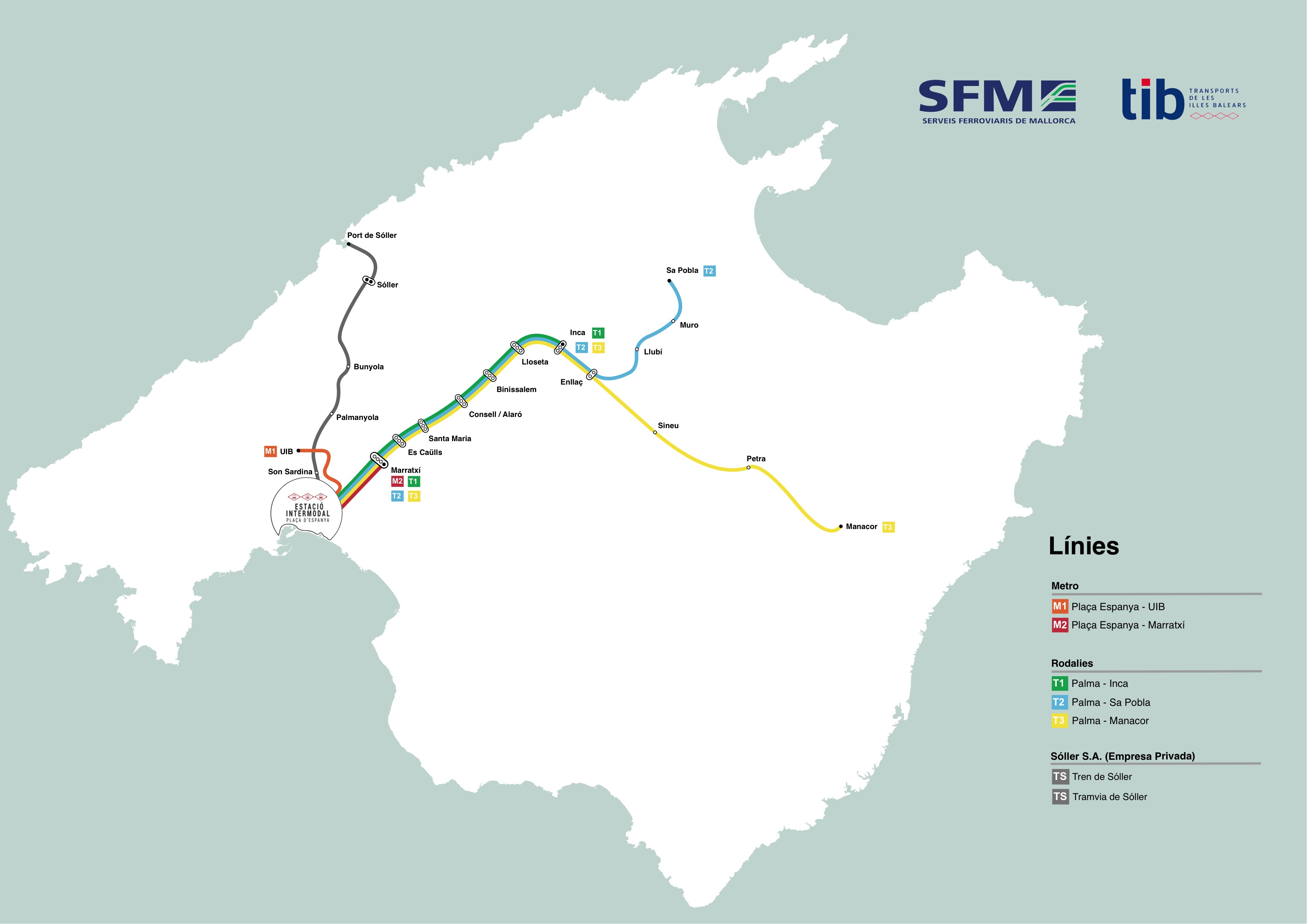
Servicios ferroviarios de Mallorca.

Las tres líneas comparten un tramo común de doble vía (Palma-Enlace), siendo el resto del trayecto de vía única. Las tres líneas están electrificadas, la línea de Empalme a La Puebla desde octubre de 2018 y la línea de Manacor desde enero de 2019. 
| línea | recorrido                               | km |
| ----- | --------------------------------------- | -- |
|       | Palma de Mallorca - Inca                | 28 |
|       | Palma de Mallorca - Empalme - La Puebla | 46 |
|       | Palma de Mallorca - Inca - Manacor      | 64 |

## Líneas de metro
Aprovechando el inicio de las obras del ferrocarril de SFM, el presidente de las Islas Baleares, Jaume Matas, anunció la construcción de la primera línea de metro de Palma de Mallorca. En agosto de 2005 empezaron las obras del túnel exclusivo del metro a su paso por el polígono industrial de Son Castelló, (Palma). La línea tiene la misma amplitud de vía que el resto de líneas de la compañía, un metro, y está completamente electrificada. El metro fue inaugurado en abril de 2007 junto con la nueva estación intermodal soterrada, a pesar de los problemas en los primeros años de implantación, ambas infraestructuras suponen un cambio cualitativo en SFM, supuso la primera línea electrificada que ha servido para marcar los parámetros técnicos de la electrificación Palma de Mallorca-Inca. La estación intermodal se considera una de las más impresionantes por su sistema constructivo y su amplitud, permitiendo las futuras ampliaciones de las líneas operadas por SFM.
El 13 de marzo de 2013 se puso en marcha una segunda línea aprovechando las vías de ferrocarril existentes entre Palma y Marrachí, siendo un cambio de explotación de los recursos existentes y no una nueva construcción.

## Material ferroviario
Desde la creación de la compañía se han utilizado automotores de la marca CAF que han sido renovados periódicamente y son capaces de recorrer las vías con una velocidad media de 80 km/h. Las líneas empezaron a ser electrificadas a partir del año 2010 y desde enero de 2019 se encuentran totalmente electrificadas.

### UT - 61.00

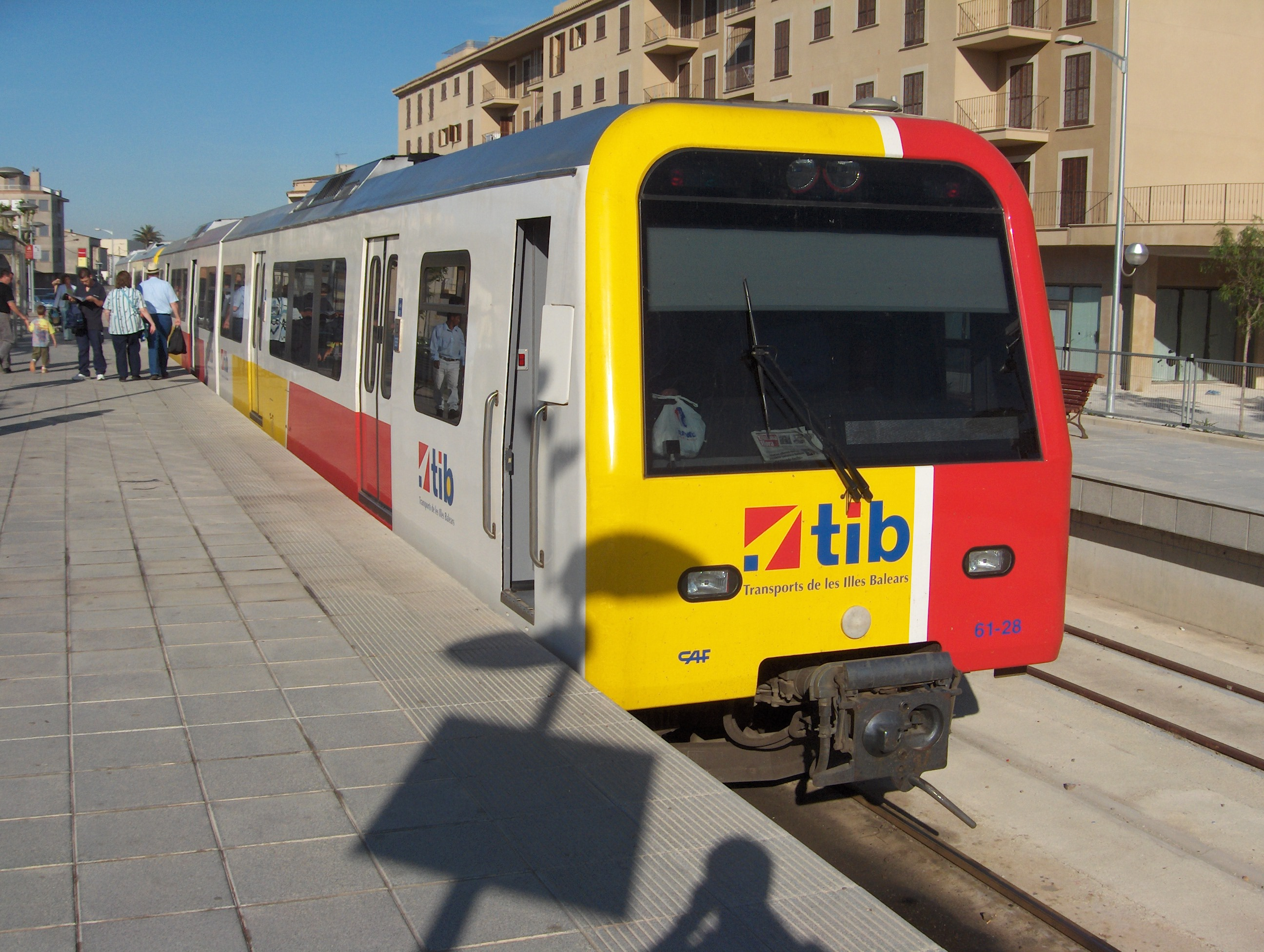
Serie 61 de SFM.

Antiguas unidades diésel de la Serie 61 para la línea Empalme - Manacor y Enlace - La Puebla
Después de la electrificación total fueron vendidas a otros países, como a Francia. Sin embargo algunas unidades han sido conservadas con objeto de preservación histórica para la asociación Amigos del Ferrocarril de las Islas Baleares.

### UT - 71.00

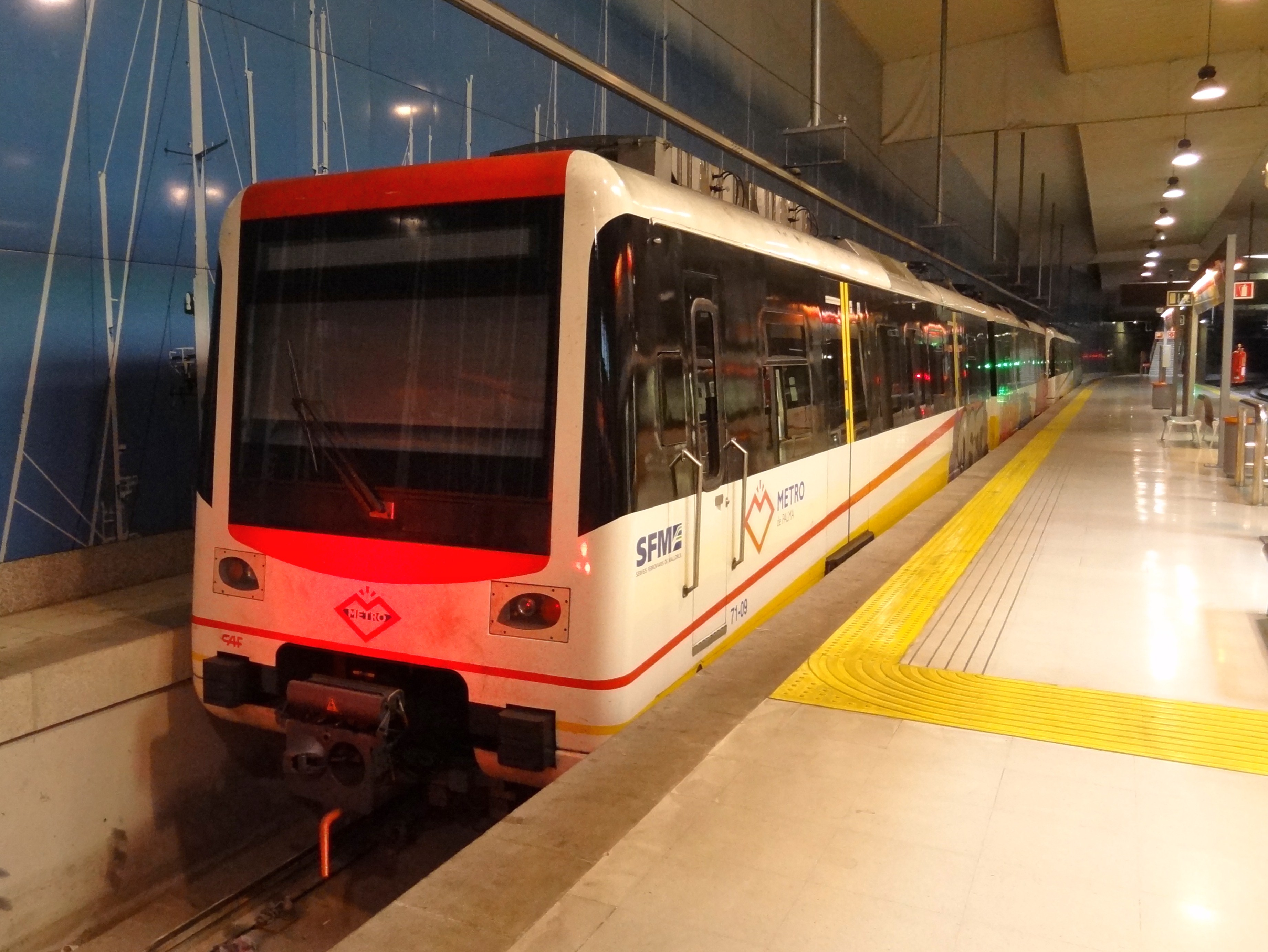
Serie 71 de SFM.

Seis unidades de la Serie 71 para el Metro de Palma de Mallorca

### UT - 81.00

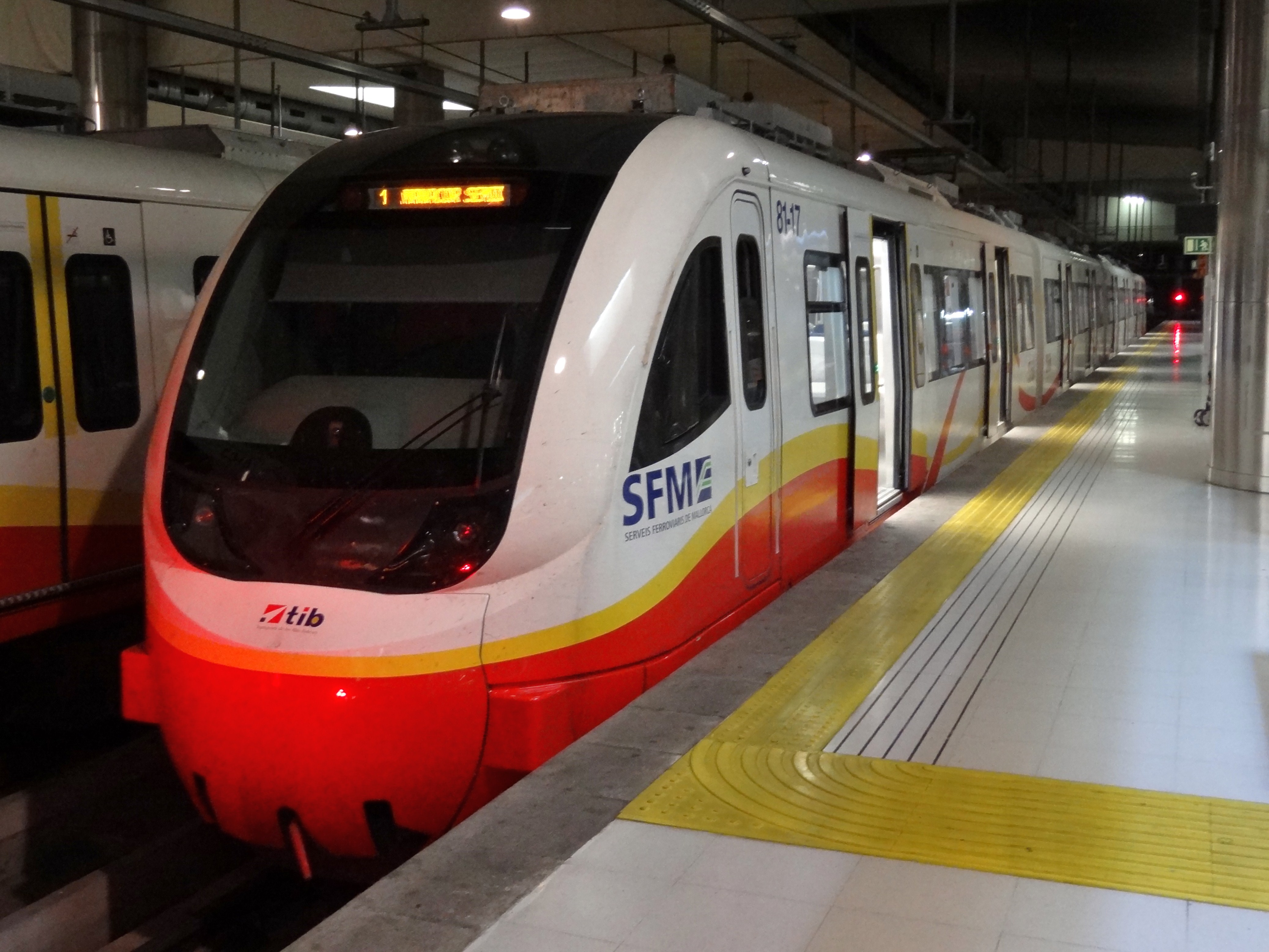
Serie 81 de SFM.

Trece unidades eléctricas de la Serie 81 para la línea Palma - Inca, Palma - Manacor y Palma - La Puebla.

### UT - 91.00

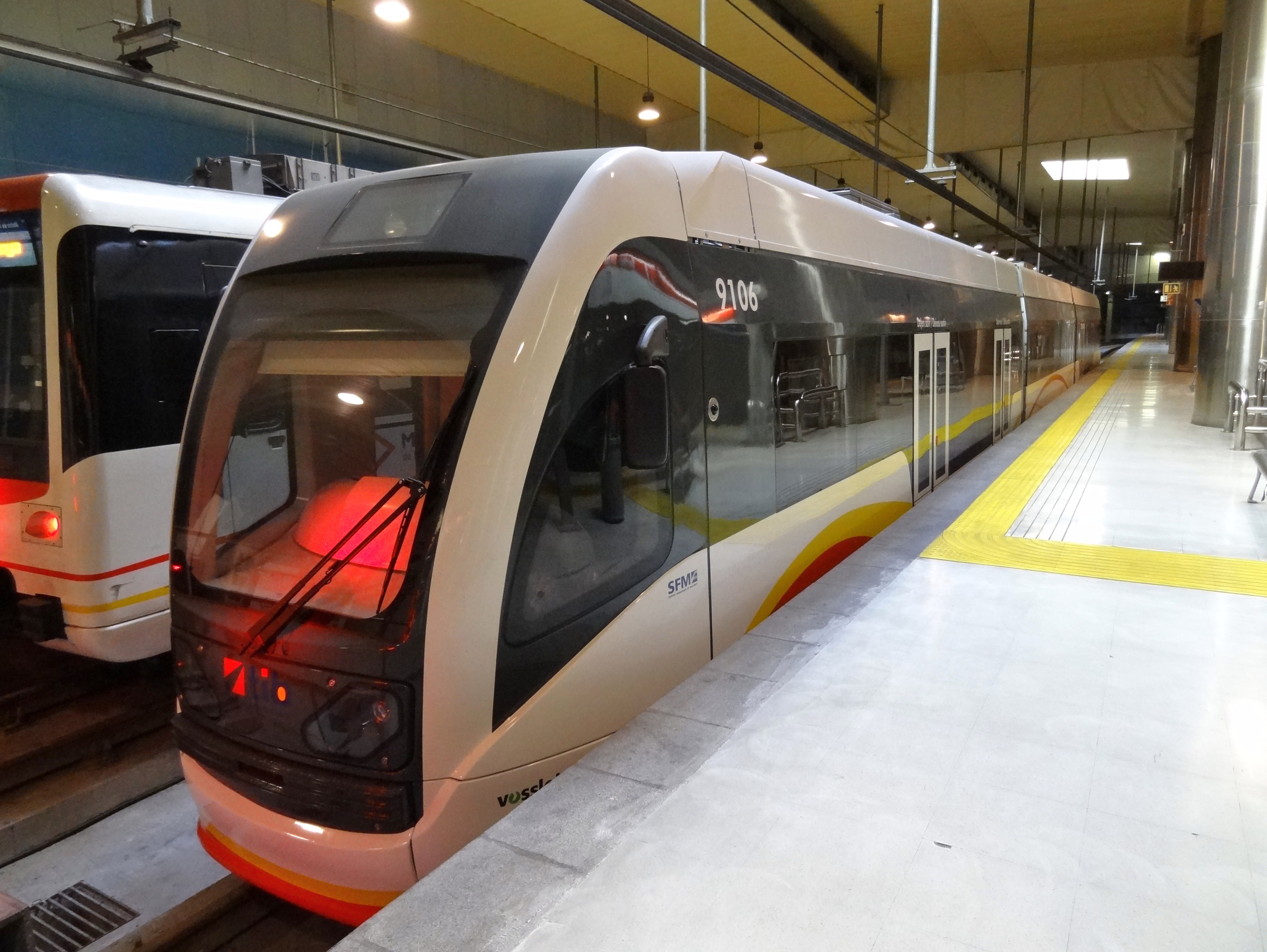
Serie 91 de SFM.

Cuatro unidades Tren-tram de la Serie 91 utilizada para los servicios exprés entre Palma e Inca (Inca Express); y que se utilizará en la línea de Manacor-Artá cuando se recupere. Desde abril de 2022, gracias a la adecuación de los andenes en las estaciones de Llubí, Muro y La Puebla, realizan varios servicios entre Palma y La Puebla los días laborables.

### UT - 1100
SFM ejecutó la compra en 2022 de 5 trenes de 4 coches por 54,5 millones de euros construidos por CAF en el País Vasco. Estos trenes se basarían en la serie 900 de Euskotren, y constituirán la serie 1100, para coches motores y remolques, respectivamente. En noviembre de 2023 se terminó de fabricar el primer tren, y a día de hoy, ya están todas las unidades en los talleres. Algunas unidades han empezado ya a dar servicio en la línea M1 del metro de Palma, la cual ha aumentado su frecuencia de paso en horas punta. SFM planea una mejora de frecuencias también en la red de ferrocarril cuando se incorporen todas las unidades al servicio.

## Actuaciones

### Mejora y mantenimiento
En 2005 empezaron las obras de soterramiento de las líneas de ferrocarril entre las estaciones de Palma y Son Costa-Son Forteza. Las obras se han aprovechado para transformar una estación intermodal donde para las líneas de tren operadas por SFM, líneas de autobús interurbanas y metro. También se construyó un aparcamiento para turismos y una galería comercial para los pasajeros. Esta obra fue polémica, ya que se quiso aprovechar el espacio dejado por las vías del tren (al soterrarse) por una nueva vía de entrada de vehículos a la ciudad, mientras que los vecinos pidieron la conversión en un parque; al final ha quedado un parque con una calle por donde antes circulaban los trenes. Las obras finalizaron en 2007 y el metro fue inaugurado en abril de ese año.
En 2022 tanto el Ayuntamiento de Inca como el Gobierno de las Islas Baleares firman un convenio para la creación de una nueva parada de tren ubicada junto a las instalaciones Nuevo Campo de Inca. Se preveía iniciarlas en marzo del mismo año, pero finalmente se inician en diciembre del mismo año. Esta estación se inauguró en octubre de 2023.

### Ampliaciones
El Plan de transporte de las Islas Baleares prevé la prolongación de las líneas Palma-Manacor hasta Artá y la recuperación de la línea Palma-Felanich. Se llegó a estudiar ampliar la línea de La Puebla hasta Alcudia pero finalmente de descartó indefinidamente por falta de consenso en el trazado.
También han mostrado proyectos de prolongación de Artá a Cala Rajada y un ramal a Porto Cristo. En octubre de 2024 el Gobierno autonómico hace pública su intención de construir una línea que una Palma y Llucmajor, pasando por el aeropuerto.

## Accidentes
Errores humanos, técnicos, o desprendimientos sobre las vías han causado diversos accidentes y descarrilamientos de los trenes de SFM desde 1994.
- 20 de diciembre de 1998. El andamiaje de un nuevo paso elevado próximo a la estación de Alaró-Consell, cayó sobre las vías del tren a causa de un fuerte vendaval, por lo que el convoy que cubría la línea se empotró contra los hierros que habían colapsado sobre la vía. No hubo daños personales, aunque el maquinista quedó atrapado entre los hierros empotrados en la cabina sin sufrir heridas, aunque el accidente dejó fuera de servicio una vía el resto del día.
- 12 de febrero de 2002. Tuvo lugar a primera hora de la mañana en la estación de La Puebla (La Puebla), cuando un tren de pasajeros no frenó y colisionó contra la topera de hormigón que delimitaba el final de la vía. La fuerza del impacto fue tal que el automotor arrancó el bloque de hormigón, de quince toneladas, dándole la vuelta. El coche de cabeza quedó destrozado y descarriló mientras que los otros dos coches quedaron intactos, si bien uno de ellos también descarriló. El accidente se saldó con el balance de seis heridos.
- 21 de mayo de 2003. El tren circulaba por la estación de Empalme (Enlace) de Inca cuando dos ruedas del automotor serie 61.00 descarrilaron. Dado que iba a baja velocidad, ninguno de los cincuenta pasajeros resultó herido.
- 13 de marzo de 2004. A las once de la noche del 13 de marzo de 2004. Trece personas resultaron heridas al descarrilar el tren entre las estaciones de Sinéu y Petra, a la altura del kilómetro 49, en un tramo de vía en trinchera, es decir, entre dos paredes. Parte de la malla de contención del talud (gunitado) de mayor altura cedió y se produjo un desprendimiento sobre las vías, que provocó el descarrilamiento del tren, en el que viajaban cuarenta personas.[12] Ello motivó el cierre de la línea durante varios meses. Durante este tiempo se fijaron varios taludes y se rehabilitó la estación de San Juan.
- 31 de marzo de 2008. A las 09:45 de la mañana, un tren chocó contra el tope del final de la vía de la estación de Manacor y descarriló un bogie, provocando nueve heridos leves, que sufrieron contusiones y latigazos cervicales.[13]
- 19 de mayo de 2010. A las siete de la mañana, treinta personas resultaron heridas —dos de ellas de gravedad, particularmente el maquinista— al descarrilar el tren en un tramo de vías en trinchera a pocos metros de la estación de Sinéu. El muro de contención cedió debido a las intensas lluvias de las semanas previas y se produjo el desprendimiento de varios bloques de hormigón sobre las vías, que provocó el descarrilamiento del tren, en el que viajaban entre cincuenta y sesenta personas. El accidente tuvo lugar a pocos kilómetros del accidente de 2004, de características casi idénticas.[14]